# 埃尔沃河畔圣乔治
埃尔沃河畔圣乔治（法語：Saint-Georges-sur-Erve，法語發音：[sɛ̃ ʒɔʁʒ syʁ ɛʁv]）是法国马耶讷省的一个市镇，属于拉瓦勒区。

## 地理
埃尔沃河畔圣乔治（48°10'6"N, 0°17'53"W）面积20.17 平方千米，位于法国卢瓦尔河地区大区马耶讷省，该省份为法国西北部内陆省份，北起芒什省和奧恩省，西接伊勒-维莱讷省，南至曼恩-卢瓦尔省，东临萨尔特省。
与埃尔沃河畔圣乔治接壤的市镇（或旧市镇、城区）包括：伊泽、阿塞勒贝朗热、圣热姆勒罗贝尔、武特雷、奥尔特河畔维马丹。
埃尔沃河畔圣乔治的时区为UTC+01:00、UTC+02:00（夏令时）。

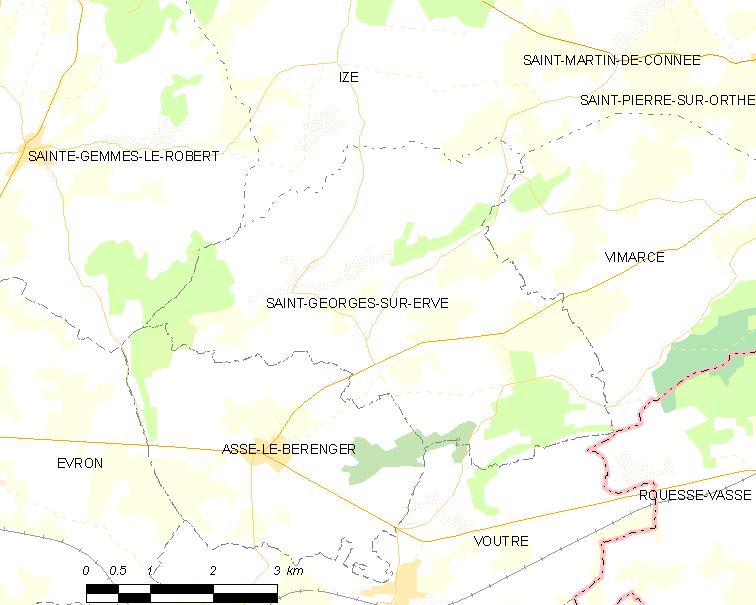
埃尔沃河畔圣乔治的OSM定位图

## 行政
埃尔沃河畔圣乔治的邮政编码为53600，INSEE市镇编码为53221。

## 政治
埃尔沃河畔圣乔治所属的省级选区为埃夫龙县。

## 人口

1962-2008年间埃尔沃河畔圣乔治人口变化图示

埃尔沃河畔圣乔治于2022年1月1日时的人口数量为394人。